# Kaaspelterhof
Kaaspelterhof (en luxembourgeois : Kaaspelt ) est une localité de la commune luxembourgeoise de Clervaux située dans le canton de Clervaux.